# Харченко, Владимир Петрович

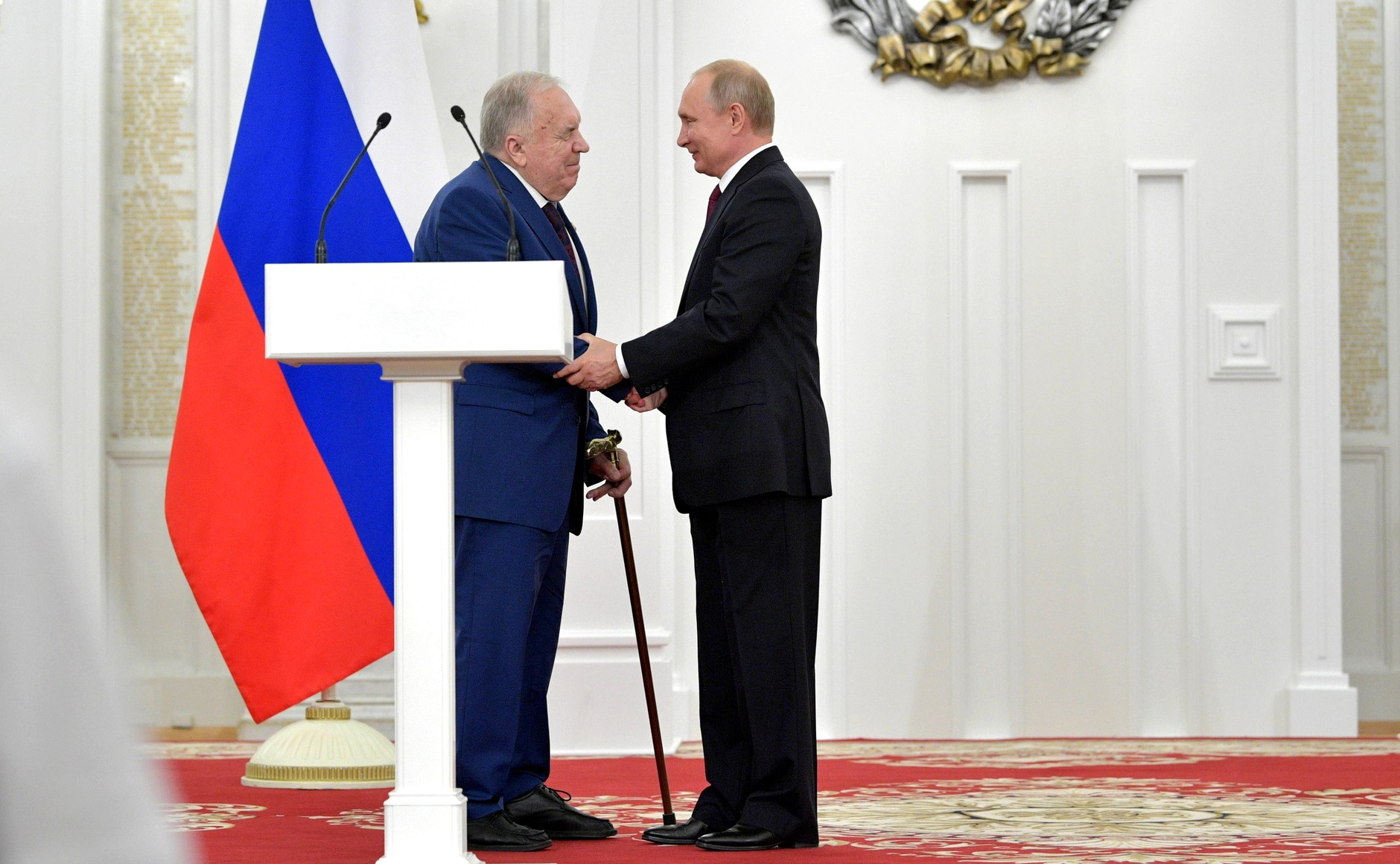
Вручение государственных премий Российской Федерации

Влади́мир Петро́вич Харченко (18 сентября 1934, Таврическое, Крымская АССР — 19 апреля 2020, Москва) — советский и российский учёный-медик, хирург-онколог. Академик РАН (2013), РАМН (2000, член-корреспондент с 1995), доктор медицинских наук, профессор (1985), заведующий кафедрой РУДН. В 1987—2009 годах — директор Российского научного центра рентгенорадиологии (РНЦРР), в последние годы жизни его научный руководитель. Являлся главным радиологом России.[когда?]
Заслуженный деятель науки Российской Федерации (1995). Лауреат Государственной премии СССР (1988) и РФ (2018).

## Биография
Родился 18 сентября 1934 года в селе Таврическом Красноперекопского района Крымской области. Окончил Крымский (Симферопольский) медицинский институт (1959) по специальности лечебное дело, учился там с 1953 года. Получил предложение остаться в аспирантуре по хирургии, однако отправился в Казахстан, где работал районным хирургом.
С 1961 по 1964 год учился в клинической аспирантуре по торакальной хирургии Московского научно-исследовательского онкологического института им. П. А. Герцена, работал там же до 1976 года, старший научный сотрудник. Большое влияние на него оказала профессор В. В. Городилова. Кандидатскую диссертацию, посвящённую профилактике и лечению послеоперационных осложнений при операциях по поводу рака лёгкого, защитил в 1966 году. Стажировался в США. Докторская диссертация выполнена на тему «Резекция и пластика бронхов и трахеи при раке лёгкого». Звание профессора присвоено в 1985 году.
С 1976 года работал в Московском НИИ рентгенорадиологии (впоследствии Российский научный центр рентгенорадиологии, РНЦРР); с 1983 года заместитель директора, академика А. С. Павлова, преемником которого затем стал. В 1987—2009 гг. директор РНЦРР, одновременно заведующий кафедрой онкологии и рентгенорадиологии Российского университета дружбы народов. В последние годы жизни был научным руководителем РНЦРР, главным редактором журнала «Клинические проблемы радиологии и радиационных катастроф», членом редколлегий ряда профильных журналов,[неопределённость] экспертом ВАК РФ.
Почётный президент Российской ассоциации радиологов, вице-президент Российской ассоциации маммологов, действительный член Академии проблем сохранения жизни. Являлся членом президиума РАМН и членом бюро её отделения клинической медицины.
Автор свыше 1000 публикаций, в том числе 24 монографий. Под его началом подготовлено более 40 докторов и 140 кандидатов медицинских наук.
Скончался 19 апреля 2020 года в Москве от коронавируса. Похоронен на Троекуровском кладбище.
Имя носит кафедра онкологии и рентгенорадиологии Медицинского института РУДН.

## Награды
Награждён орденами: Почёта, «За заслуги перед Отечеством» IV (2001) и III (2016) степеней, Святого Александра Невского «За труды и Отечество», «Слава нации» Международного фонда «Меценаты России», медалями «За трудовое отличие», «За заслуги перед отечественным здравоохранением», международной золотой медалью «За разработку гипертермии» и большой золотой медалью «За международный вклад в развитие медицины», почётными грамотами Минздрава РФ и Правительства Москвы. Лауреат премии мэрии Москвы.